# Овнатанян Паруйр Меліксетович
Паруйр Меліксетович Овнатаня́н (нар. 20 березня 1919, Айґезард) — радянський передовик виробництва в галузі виноградарства.

## Біографія
Народився 20 березня 1919 року в селі Айґезарді (тепер Вірменія). Член ВКП(б) з 1941 року. Брав участь у Другій світовій війні. З 1957 по 1980 рік бригадир рільничої бригади колгоспу імені Паризької Комуни Арташатського району. З 1981 року на пенсії. У 1972—1977 роках керована ним бригада отримувала з площі 31 га в середньому по 188 центнерів винограду з гектара.

## Відзнаки
- Державна премія СРСР за 1977 рік;
- ордени Вітчизняної війни 2 ступеня (6 квітня 1985)[1], Трудового Червоного Прапора.